# Helleville
Helleville é uma comuna francesa na região administrativa da Normandia, no departamento Mancha. Estende-se por uma área de 5,9 km². Em 2010 a comuna tinha 544 habitantes (densidade: 92,2 hab./km²).